# Velký Beranov
Velký Beranov (en allemand : Groß Beranau) est une commune du district de Jihlava, dans la région de Vysočina, en République tchèque. Sa population s'élevait à 1 311 habitants en 2024.

## Géographie
Velký Beranov se trouve à 3 km au sud de Třešť, à 6 km à l'est du centre de Jihlava et à 116 km au sud-est de Prague.
La commune est limitée par Měšín et Jamné au nord, par Kozlov à l'est, par Luka nad Jihlavou à l'est et au sud, par Puklice au sud-ouest, et par Jihlava et Malý Beranov à l'ouest.

## Histoire
La première mention écrite de la localité date de 1318.

## Administration
La commune se compose de trois sections :
- Bradlo
- Jeclov
- Velký Beranov

## Transports
Velký Beranov est desservie par l'autoroute D1 (sortie  119), qui relie Prague à la frontière polonaise en passant par Brno et Ostrava.